# バナフェス!ラジオ
バナフェス!ラジオは、バンダイナムコゲームス（後のバンダイナムコエンターテインメント）が運営していたコミュニケーションサイト「バナフェス!タウン」内で配信されていた、ラジオ番組。2013年6月28日にサービスを終了している。

## 配信されていた番組
- ぼいすた!生 : 2011年7月16日 - 2012年3月27日(土曜21時→土曜20時→火曜21時)
- ぼいすた!エッグのなまたまっ! : 2011年9月12日 - 12月31日(月～金曜18時→同17時)
- バナ通ラジオ(バナフェス!タウン通信 バナラジ!出張版) : 2011年9月13日 - 2012年12月27日
  - バナ通ラジオ : 2011年9月13日 - 2012年3月27日、2012年7月3日 - 9月25日(火曜20時)
  - 野水伊織のバナ通ラジオ : 2012年4月3日 - 6月26日(火曜20時)
  - バナ通ラジオ 〜伴美のお部屋〜 : 2012年10月4日 - 12月27日(木曜20時)
- 野水伊織のからあげより好き! : 2011年10月17日 - 2012年3月26日(月曜20時、21時)
- 日高里菜の大人買いしちゃいますよ! : 2011年10月17日 - 12月26日(月曜21時)
- 華劇ラヂヲ : 2011年10月19日 - 2012年12月25日
  - 津田美波の華劇ラヂヲ : 2011年10月19日 - 12月28日(水曜20時)
  - 進藤尚美の華劇ラヂヲ : 2012年1月4日 - 7月25日(水曜20時)
  - 進藤尚美と竹本英史の華劇ラヂヲ : 2012年8月1日 - 9月26日(水曜20時)
  - 野島健児の華劇ラヂヲ : 2012年10月2日 - 12月25日(火曜20時)
- たかはし智秋のくるくるパーティーナイト! : 2011年10月19日 - 2012年6月27日(水曜21時)
- 岸尾だいすけのほぼアドリブっす! : 2011年10月20日 - 2012年6月28日(木曜21時→木曜22時)
- 新井里美の千ぐらいの声を持つ女です! : 2011年10月21日 - 2012年6月29日(金曜21時)
- 小野坂昌也 8-7-6 : 2011年11月10日 - 2012年9月20日(隔週木曜19時→同20時→隔週月曜19時→隔週木曜20時)
- 山口勝平の風雲かっぺぇ城に20時だヨ!全員集合っ!! : 2011年12月2日 - 2012年9月28日(金曜20時)
- なまたまっ! : 2012年1月4日 - 3月30日(月～金曜17時→月・水～金曜17時、火曜18時)
  - 洲崎綾のなまたまっ! : 2012年1月4日 - 2月29日(水曜)
  - なまたまっ! : 2012年1月5日- 3月1日(木曜)
  - 池松あいみのなまたまっ! : 2012年1月6日 - 3月2日(金曜)
  - 宮田翔子のなまたまっ! : 2012年1月9日 - 30日(月曜)
  - 山下大輝のなまたまっ! : 2012年1月10日 - 2月28日(火曜)
  - 小松渚のなまたまっ! : 2012年2月6日 - 27日 (月曜)
  - なまたまっ!小松渚のバナ★コレ : 2012年3月5日 - 26日(月曜)
  - なまたまっ!山下大輝のミラクルクイズ : 2012年3月6日 - 27日(火曜18時)
  - なまたまっ!洲崎綾の華劇ラヂヲ : 2012年3月7日 - 28日(水曜)
  - なまたまっ!伴美のお部屋 : 2012年3月8日 - 29日(木曜)
  - 池松あいみのなまたまっ!プラス : 2012年3月9日 - 30日(金曜)
- 明坂聡美のアケネーター! : 2012年1月16日 - 9月24日(月曜21時、22時)
- Daisy×Daisyの万歳！10歳平和同盟! : 2012年2月16日 - 3月29日(隔週木曜20時)
- 小松渚のバナ★コレ : 2012年4月2日 - 6月25日(月曜22時)
- 池松あいみの華劇倶楽部 : 2012年4月4日 - 6月27日(水曜18時)
- 山下大輝のキングになりたいっ! : 2012年4月5日 - 6月28日(木曜18時)
- おかえり♪伴美のお部屋 : 2012年4月5日 - 6月28日(木曜19時)
- 鈴木千尋のダイスアドベンチャー! : 2012年4月5日 - 12月25日(木曜21時→火曜21時)
- 大塚菜摘のただいまゲームチュウ! : 2012年4月6日 - 27日(金曜17時)
- 華劇！松野塾 : 2012年4月12日 - 12月19日(月1回:木曜20時→水曜19時→水曜20時)
- 野水伊織のナンカノ王国 : 2012年7月2日 - 9月24日(月曜20時)
- たかはし智秋のスマッシュビート! RADIO! : 2012年7月4日 - 2013年3月25日(水曜21時→月曜21時)
- 岸尾だいすけの番組っす! : 2012年7月5日 - 9月27日(木曜22時)
- 新井里美の悪役だっていいじゃない!バンザイマッシュ団! : 2012年7月6日 - 2013年3月29日(金曜21時)
- 山口勝平のふんかぺっ! : 2012年10月5日 - 2013年6月28日(金曜20時→隔週金曜19時半→隔週金曜20時)
- Project G.E. presents 台場カノンのGE≫RADIO : 2012年10月15日 - 2013年6月24日(月1回:月曜20時)
- 小野坂昌也8-7-6チャンネル! : 2012年10月18日 - 2013年4月18日(月1回:木曜20時半)
- 矢口空の台本なし! : 2013年1月10日 - 2013年3月28日(木曜20時、月1で19時半→木曜19時半)